# La Maison de thé

La Maison de thé (茶馆, pin yin : Cháguǎn) est une pièce de théâtre de Lao She publiée pour la première fois au début du mois de juillet 1957 dans le numéro inaugural du magazine Harvest, édité par Ba Jin. La pièce sera éditée en un seul volume par le China Theatre Press en juin 1958. Elle met en scène plus de 60 personnages qui se rencontrent dans une maison de thé. Elle se déroule en trois actes pour autant d'époques (1898, les années 1920, et juste après la fin de la Deuxième Guerre Mondiale). Seul le lieu ne change pas : une maison de thé authentique et célèbre de Pékin.
Du 23 février au 5 mars 2019, la pièce de théâtre est de nouveau présenté par Ren Yi au théâtre de la capitale. Le 9 juin 2022, La Maison de thé reprend sa saison afin de commémorer le 70e anniversaire de la fondation Beijing Ren Yi.

## Réception critique
La pièce a été très populaire à sa sortie, mais après le « suicide » de Lao She en 1966, elle a été une des cibles emblématiques de la révolution culturelle.
Elle a été adaptée en 1982 au cinéma.

## Résumé
Le premier acte se déroule en 1898. À l'époque, l'impératrice douairière Cixi est à la tête d'un Empire chinois dépensier. Les clients du salon de thé méprisent les riches marchands occidentaux et n'hésitent pas à rivaliser de xénophobie. En effet, certains paysans sont si pauvres qu'ils doivent vendre leurs enfants pour subsister. Kang Liu sera contraint par le Liu Mazi de vendre fille, Kang Shunzi, à l'eunuque Pang, un vieil homme riche et influent à la cour.
Vingt ans plus tard, la Chine est devenue une République. Malgré tout, la situation des plus nécessiteux ne s'est pas améliorée. Wang Lifa, le propriétaire du salon, résiste difficilement. Le mari de Kang Shunzi, et elle a du mal a nourrir son fils adoptif, Kang Dali. Elle propose alors ses services à Wang Lifa. Ayant croisé Liu Mazi au salon de thé, elle a l'intention de le tuer pour lui faire payer ce mariage forcé mais d'autres clients du salon s'en chargeront à sa place.
Le troisième et dernier acte se déroule après le départ de l'occupation japonaise. Le Kuo ming deng tente de prendre le contrôle de Pékin mais la population, mourant de faim, se rebelle. Kang Dali, à la tête d'un mouvement clandestin, organise des manifestations. Wang Lifa ne peut plus tenir le salon de thé et le fils de Lui Mazi cherche à venger son père.

## Influences et représentations
Depuis sa publication, La Maison de thé a été adaptée sous de nombreuses formes telles que le théâtre, le cinéma et la télévision.
- Le 29 mars 1958, la pièce, mise en scène par Jiao Juyin et Xia Chun, est présenté au théâtre de la capitale de Beijing Ren Yi, et reçoit un très bon accueil.
- En mai 1963, La Maison de thé a été remis en scène.
- En février 1979, à l'occasion du 80e anniversaire de Lao She, Beijing Ren Yi a remonté la pièce avec la distribution originale.
- De septembre à novembre 1980, la compagnie de la pièce a été invitée en Allemagne, en France et en Suisse pour une visite. Elle a duré 50 jours, ils ont visité 15 villes et donné 25 représentations au total. C'était la première fois qu'une pièce de théâtre chinoise était présentée à l'étranger.
- En 1982, le Beijing Film Studio a produit le film La Maison de thé, réalisé par Xie Tian et mettant en vedette Zheng Rong, Lan Tian Ye et Huang Zong Luo, qui a remporté le prix spécial du troisième Coq d'or du cinéma chinois en 1983 et le prix spécial du film exceptionnel de 1982 du ministère de la Culture.
- En 1983, La Maison de thé a été présenté à Tokyo, Osaka, Kyoto et Hiroshima, au Japon.
- En 1986, La Maison de thé a été présenté à Hong Kong, à Singapour et au Canada.
- Le 16 juillet 1992, à l'occasion du 40e anniversaire de la fondation de Beijing Ren Yi, la 374e représentation de l'ancienne version de La maison de thé a été donnée au théâtre de la capitale, devenant ainsi une représentation d'adieu.
- Le 12 octobre 1999, une nouvelle production de La Maison de thé, mise en scène par Lin Zhaohua, avec une nouvelle distribution, a été présentée au Beijing Ren Yi Capital Theatre.
- En juin 2002, La Maison de thé a été présenté à nouveau en hommage au 50e anniversaire de la fondation de Beijing Ren Yi.
- Le 27 mai 2004, La Maison de thé a fêté sa 500e représentation.
- En juillet 2004, La Maison de thé a été présenté à Taiwan, en Chine.
- Le 28 juin 2005, pour commémorer le 100e anniversaire de la naissance de M. Jiao Juyin, le directeur de la pièce, Beijing Ren Yi a organisé une réunion de groupe et a répété la version de Jiao Juyin de la pièce.
- En octobre 2005, une autre production de la pièce a été présentée au Capital Theatre de Beijing Ren Yi, avant de partir en tournée aux États-Unis.
- En janvier 2007, La Maison de thé est parti en tournée à Hong Kong et Macao.
- Le 30 septembre 2007, la pièce était l'un des classiques les plus joués du théâtre en Chine, celle-ci est par la suite devenu la première pièce à être mise en scène lors de l'ouverture du National Centre for the Performing Arts.
- En août 2008, La Maison de thé a été présenté au théâtre de la capitale dans le cadre de la représentation classique de Beijing Ren Yi des "événements culturels majeurs des Jeux olympiques de Beijing 2008".
- Le 16 juillet 2010, le China TV Drama Production Centre a produit une série télévisée de 39 épisodes intitulée La Maison de thé, réalisée par He Qun, avec Chen Baoguo et Xie Gang.
- En juin 2019, Li Liuyi a mis en scène La Maison de thé au Théâtre d'art populaire du Sichuan.
- En avril 2020, il a été inclus dans le catalogue d'orientation de lecture pour les élèves de l'école primaire et secondaire (édition 2020) du Centre de développement des programmes d'éducation de base et du matériel pédagogique du ministère de l'Éducation.